# Anthony Roth Costanzo
Anthony Roth Costanzo (Durham, 8 maggio 1982) è un controtenore e attore statunitense.

## Biografia
Anthony Roth Costanzo è nato a Durham, figlio di due professori di psicologia all'Università Duke. Ha studiato canto all'Università Princeton, laureandosi magna cum laude nel 2004; successivamente si è perfezionato alla Manhattan School of Music.
È dichiaratamente gay.

## Carriera
Ha cominciato a recitare sulle scene durante l'infanzia: a nove anni ha fatto il suo debutto a Broadway in The Sound of Music e successivamente ha recitato nelle tournée statunitensi dei musical A Christmas Carol e Falsettos.
Nel 2010 fa il suo debutto con la New York City Opera come Armindo in Partenope e l'anno successivo ha esordito al Metropolitan Opera House come Unolfo in Rodelinda. Da allora è tornato al Met a cantare i ruoli di Ferdinand e Prospero in The Enchanted Island, Orlofsky in Die Fledermaus, nel ruolo dell'eponimo protagonista in Akhnaten (2019) e Orfeo ed Euridice (2023). 
Nel 2014 esordisce al Festival di Glyndebourne cantando come Eustazio in Rinaldo, mentre nel 2015 fa il suo debutto con l'English National Opera ne La regina indiana, in cui canta come Ixbalanqué. Nel 2017 debutta alla Houston Grand Opera come protagonista del Giulio Cesare e l'anno successivo fa il suo debutto al Teatro Real di Madrid nel ruolo di Apollo in Morte a Venezia.
Nel 2022 vince il Grammy Award per un'incisione discografica di Akhnaten, in cui torna a cantare nel 2023 al London Coliseum, alla Los Angeles Opera e al Metropolitan. Nell'aprile 2024. viene nominato direttore dell'Opera Philadelphia.

## Repertorio (parziale)
| Ruolo                | Titolo                    | Autore     |
| -------------------- | ------------------------- | ---------- |
| Primo Angelo/Ragazzo | Written on Skin           | Benjamin   |
| Apollo               | Morte a Venezia           | Britten    |
| Akhnaten             | Akhnaten                  | Glass      |
| Orfeo                | Orfeo ed Euridice         | Gluck      |
| Unolfo               | Rodelinda                 | Händel     |
| Armindo              | Partenope                 | Händel     |
| Giulio Cesare        | Giulio Cesare             | Händel     |
| Eustazio             | Rinaldo                   | Händel     |
| Nerone               | Agrippina                 | Händel     |
| Tolomeo              | Tolomeo                   | Händel     |
| Ottone               | L'incoronazione di Poppea | Monteverdi |
| Orfeo                | L'Orfeo                   | Monteverdi |
| Ixbalanqué           | La regina indiana         | Purcell    |
| Orlofsky             | Il pipistrello            | Strauss    |